# Allobates kingsburyi
Allobates kingsburyi es una especie de anfibio anuro de la familia Aromobatidae.

## Distribución geográfica
Esta especie es endémica de Ecuador. Habita en las provincias de Pastaza, Napo y Orellana entre los 1140 y 1300 m de altitud en el lado amazónico de la Cordillera Oriental

## Etimología
Esta especie lleva el nombre en honor a Isaac James Frederick Kingsbury (1893-1918).

## Publicación original
- Boulenger, 1918 : Descriptions of new South-American Batrachians. Annals and Magazine of Natural History, sér. 9, vol. 2, p. 427-433[5]